# St. Albans (Maine)
St. Albans – miasto w Stanach Zjednoczonych, w stanie Maine, w hrabstwie Somerset.